# Rizvan Citigov
Rizvan Chitigov (supranumit Amerikaneț sau Marine, n. 1965 - d. 2005) a fost un proeminent comandant militar separatist cecen în Raionul Șali al Republicii Cecenia (Rusia), până la moartea sa, în martie 2005.
La începutul anilor '90, Citigov a trăit în Statele Unite ale Americii. După întoarcerea sa în Cecenia, el a condus serviciile de informații militare ale guvernului separatist al lui Aslan Mashadov. Serviciul Rus de Securitate suspecta că Rizvan Citigov mai păstra încă legături cu serviciile de informații străine și că era el însuși un agent CIA.
Conform agenției de informații ruse RIA Novosti, Citigov servise anterior în United States Marine Corps și „plănuia să folosească arme chimice și bacteriologice împotriva forțelor federale”.
În momentul morții sale, Citigov era considerat al treilea lider separatist cecen ca importanță, după Șamil Basaev și Doku Umarov.